# Cis z Henrykowa
Cis z Henrykowa – trzeci pod względem wieku cis pospolity w Polsce rosnący w parku opactwa cysterskiego w Henrykowie koło Ziębic. Jest to okaz żeński, rośnie przy murze w sąsiedztwie dawnego pawilonu letniego cystersów. Opisywany był w 1992 jako drzewo o bardzo szerokiej koronie, z dolnymi gałęziami ścielącymi się po ziemi. Wówczas też obliczono wiek drzewa na 720 lat. Obwód pnia drzewa w 2014 roku wyniósł około 320 cm, a wysokość 11 m.